# 外山草
外山 草（とやま そう、1965年 - ）は、日本の脚本家、アニメーション演出家、アニメーション監督。静岡県出身。

## 参加作品

### テレビアニメ
1992年
- ヤダモン（1992年 - 1993年、シリーズ構成・脚本・挿入歌作詞・演出）

1994年
- 3丁目のタマ うちのタマ知りませんか?（第2期、シリーズ構成・脚本）

1995年
- ストリートファイターII V（脚本）

1999年
- 火魅子伝（ストーリーコンセプト）

2006年
- ななみちゃん（第3シリーズ、シリーズ演出）

2007年
- やさいのようせい N.Y.SALAD（絵コンテ）
- ななみちゃん（第4シリーズ、シリーズ演出）

2009年
- うさるさん。（監督・脚本）
- たまごっち!（2009年 - 2012年、絵コンテ）

2011年
- イナズマイレブンGO（2011年 - 2012年、ED演出）

2013年
- ダンボール戦機WARS（絵コンテ・演出）
- ポケットモンスター XY（2013年 - 2015年、絵コンテ）

2014年
- スペース☆ダンディ（演出）
- ファイ・ブレイン 神のパズル（第3シリーズ、演出）
- フューチャーカード バディファイト（演出）
- RAIL WARS!（絵コンテ）

2015年
- がっこうぐらし!（絵コンテ）
- フューチャーカード バディファイト100（演出）
- 終物語（演出）

2016年
- フューチャーカード バディファイトDDD（絵コンテ）
- ラブライブ!サンシャイン!!（演出）
- 競女!!!!!!!!（絵コンテ）
- 3月のライオン（演出）
- 12歳。〜ちっちゃなムネのトキメキ〜（演出）※トヤマソウ名義

2017年
- BanG Dream!（演出）
- カードファイト!! ヴァンガードG NEXT（OP演出）
- 100%パスカル先生（絵コンテ・演出）
- 恋と嘘（演出）
- ピングー in ザ・シティ（2017年 - 2018年、絵コンテ・演出）

2018年
- メジャーセカンド（絵コンテ・演出）
- Phantom in the Twilight（絵コンテ）

2019年
- からくりサーカス（演出）
- 真夜中のオカルト公務員（絵コンテ・演出）

2021年
- バック・アロウ（演出）
- イジらないで、長瀞さん（演出）
- プラチナエンド（演出）

2022年
- 最遊記RELOAD -ZEROIN-（絵コンテ）
- であいもん（絵コンテ・演出）

2023年
- Helck（演出）

2024年
- 薬屋のひとりごと（絵コンテ・演出）
- 俺は全てを【パリイ】する 〜逆勘違いの世界最強は冒険者になりたい〜（演出）
- 多数欠（絵コンテ・演出）

### 劇場アニメ
1994年
- ストリートファイターII MOVIE（文芸協力）

2008年
- 劇場版ポケットモンスター ダイヤモンド&パール ギラティナと氷空の花束 シェイミ（演出）
- 映画! たまごっち うちゅーいちハッピーな物語!?（絵コンテ・演出）

2009年
- 劇場版ポケットモンスター ダイヤモンド&パール アルセウス 超克の時空へ（絵コンテ・演出）
- レイトン教授と永遠の歌姫（演出）

2010年
- 劇場版ポケットモンスター ダイヤモンド&パール 幻影の覇者 ゾロアーク（絵コンテ・演出）
- 劇場版イナズマイレブン 最強軍団オーガ襲来（演出）

2011年
- 劇場版ポケットモンスター ベストウイッシュ ビクティニと黒き英雄 ゼクロム・白き英雄 レシラム（絵コンテ・演出）

2023年
- テンカウント（監督・脚本）

### OVA
- GRANDEEK〜外伝〜（2000年、監督・脚本）
- 世にも恐ろしい グリム童話/日本昔話（2000年、脚本・演出）
- あじさいの唄（2004年 - 2005年、監督）

### Web アニメ
- クレヨンしんちゃん外伝 家族連れ狼（2017年、演出）
- ジンギスカンのジンくん（2017年、監督）

### ゲーム
- 火魅子伝〜恋解〜（1999年、アニメーション）

### その他
- 暦物語（2016年、演出） - iOS、Android向けアプリで配信の短編アニメーション